# Münchner Yacht-Club

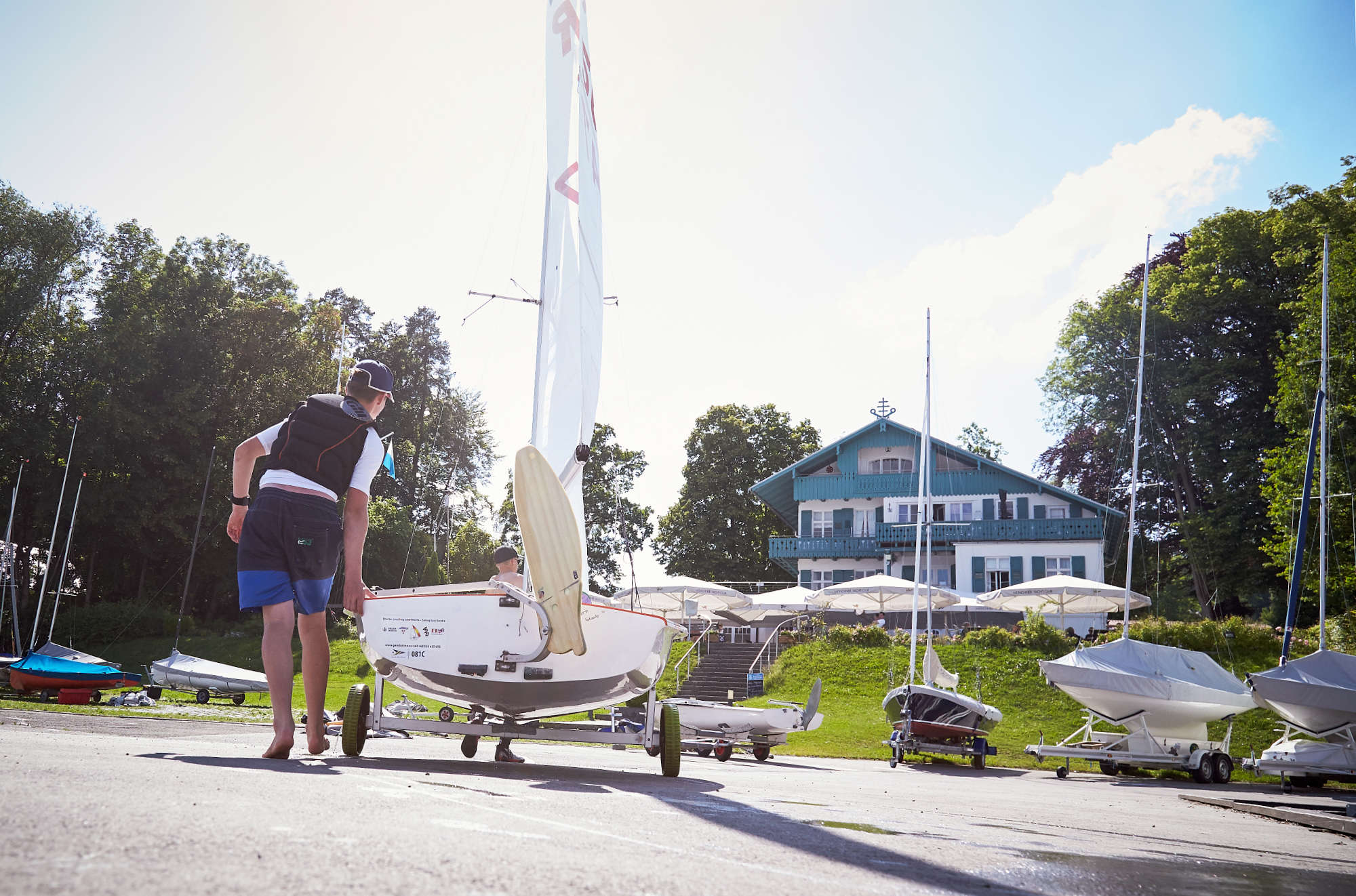
Münchner Yacht-Club mit Blick aufs Casino

Der Münchner Yacht-Club e. V. (kurz MYC) ist ein Segelverein am Starnberger See in Bayern und wurde 1908 als „Vereinigung Münchner Segler e. V.“ gegründet. Der Club ist sowohl im Breiten- als auch im Leistungssport – darunter in der Deutschen Segel-Bundesliga – aktiv und veranstaltet regelmäßig Regatten und Meisterschaften.

## Jugendarbeit
Ein Schwerpunkt des MYC liegt in der Jugendarbeit. Mit über 200 Jugend- und Junioren-Mitgliedern ist das MYC Sailing Team eines der größten in Deutschland. Junge Talente werden von den Jüngsten über die Jugend und Junioren in der Sailing Academy bis zur Segel-Bundesliga gefördert.

## Sportliche Erfolge
Die Mitglieder des MYC erzielten Erfolge bei Welt- und Europameisterschaften und gewannen auch Titel bei nationalen Meisterschaften in verschiedenen Bootsklassen. Das MYC Sailing Team segelt in der 1. Segel-Bundesliga und wurde 2023 Deutscher Vizemeister.

## Auszeichnungen
- 2010: „Großer Stern des Sports“ in Silber in Bayern im Bereich „Integration“ für die Durchführung von Schnuppertagen für Menschen mit Behinderung.[2]